# Maypacius stuhlmanni
Maypacius stuhlmanni là một loài nhện trong họ Pisauridae.
Loài này thuộc chi Maypacius. Maypacius stuhlmanni được miêu tả năm 1895 bởi Friedrich Wilhelm Bösenberg & Lenz.